# Magmatische Differentiation
Der Begriff magmatische Differentiation bezeichnet die Entstehung unterschiedlicher Teilmagmen aus einem so genannten Stamm-Magma durch Veränderung der chemischen Zusammensetzung. Dieses Konzept entstammt einem Teilgebiet der Geologie, der Endogenen Dynamik, die sich mit den magmatischen Prozessen im Erdinneren befasst. Es beschreibt das Phänomen, dass aus einer flüssigen Gesteinsschmelze (Magma) mit einer bestimmten chemisch-mineralogischen Zusammensetzung (Stammmagma), nicht einfach ein bestimmtes magmatisches Gestein mit derselben Zusammensetzung auskristallisieren muss, wie zu erwarten wäre, sondern dass daraus eine ganze Reihe von unterschiedlichen Gesteinen mit verschiedenen Zusammensetzungen, sprich verschiedenen Mineralkomponenten, entstehen kann.

## Trennung durch Schwerkraft und Kristallisation
Bereits im schmelzflüssigen Zustand können sich unmischbare Komponenten, wie sulfidische und oxidische Phasen einer Schmelze, voneinander trennen, ähnlich, wie sich Öl von Essig trennt (Liquidentmischung oder Liquation). Häufiger ist jedoch die Trennung von frühzeitig auskristallisierten Mineralen von der verbliebenen Teilschmelze (auch Residuum genannt), in dem die Minerale unter dem eigenen spezifischen Gewicht auf den Boden der Magmakammer absinken (Schwereseigerung, oder Gravitationsdifferentiation). Bereits Charles Darwin hatte 1844 vermutet, dass die so entstandenen Teilmagmen durch tektonische Bewegungen voneinander abgepresst und getrennt werden können. In den 1920er Jahren entwickelten Paul Niggli und Hans Cloos die Vorstellung, dass sich die festen und flüssigen, oder unmischbaren, Bestandteile einer Schmelze besonders beim Aufstieg des Magmas zur Erdoberfläche trennen (Bewegungsdifferentiation).
Das Konzept der magmatischen Differentiation durch fraktionierte Kristallisation wurde besonders von Norman Bowen entwickelt und beruht auf der Tatsache, dass Gesteinsschmelzen bzw. Magmen Mehrkomponenten- oder Mehrstoffsysteme sind, deren einzelne Komponenten verschiedene Schmelzpunkte besitzen. Beim Abkühlen eines Magmas kristallisiert deshalb zuerst die Komponente mit dem höchsten Schmelzpunkt aus und sinkt in der Magmakammer aufgrund höherer Dichte nach unten. Aus der restlichen Teilschmelze, dem Residuum, kristallisiert bei weiterem Abkühlen nun jene Komponente mit dem nächsthöheren Schmelzpunkt aus, die wiederum nach unten absinkt; somit ändert die Restschmelze bei kontinuierlicher Abkühlung ständig ihre chemische Zusammensetzung.

## Bowen’sches Reaktionsprinzip

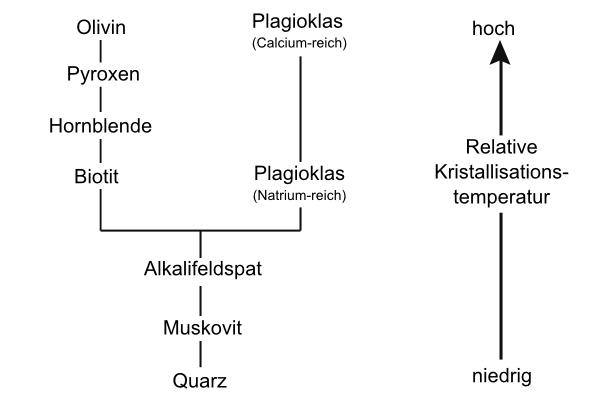
Diagramm nach Bowen (1928), welches das theoretische Entwicklungs- und Reaktionsschema der Abkühlung eines subalkalischen Magmas illustriert. Durch die Kristallisation der SiO_{2}-armen Mineralphasen mit hoher Kristallisationstemperatur verschiebt sich die chemische Zusammensetzung der übrigen fluiden Phase (des „Rest“-Magmas) hin zu einer SiO_{2}-Anreicherung.

Bei subalkalischen Schmelzen unterscheidet man die kontinuierliche Reihe von der diskontinuierlichen Reihe.
Bei der kontinuierlichen Reihe beginnt die Differentiation mit der Auskristallisation eines kalziumreichen Plagioklas, dem Endglied des Feldspat-Mischkristallsystems Anorthit. Je weiter das Magma abkühlt bzw. je mehr Anorthit abgeschieden wird, desto weiter verschiebt sich das Mischkristallsystem zum natriumreichen Endglied Albit. Am Ende der Differentiation wird nur noch Albit abgeschieden.
Die diskontinuierliche Reihe bezeichnet die Differentiation verschiedener Minerale nach ihrem Schmelzpunkt. Zunächst wird Olivin mit dem höchsten Schmelzpunkt, dann Pyroxene, anschließend Amphibole und zum Schluss Biotit mit dem niedrigsten Schmelzpunkt abgeschieden.
Diese beiden Reihen laufen parallel nebeneinander ab und beschreiben die Differentiation von einer mafischen (basischen) Schmelze hin zu einem felsischen (sauren) Residuum, aus dem abschließend die Minerale Kalifeldspat, Muskovit und Quarz auskristallisieren.
Allgemein nehmen im Verlauf der magmatischen Differentiation die Gehalte von Magnesium, Eisen und Calcium im Restmagma ab und die von Silicium, Natrium und Kalium zu. Das heißt, dass aus basaltischen Schmelzen zunächst die mafischen und intermediären Minerale auskristallisieren und ein felsisches Restmagma erzeugt wird, das letztendlich zu einem granitischen Gestein erstarrt.

## Beispiel: Bushveld-Komplex in Südafrika

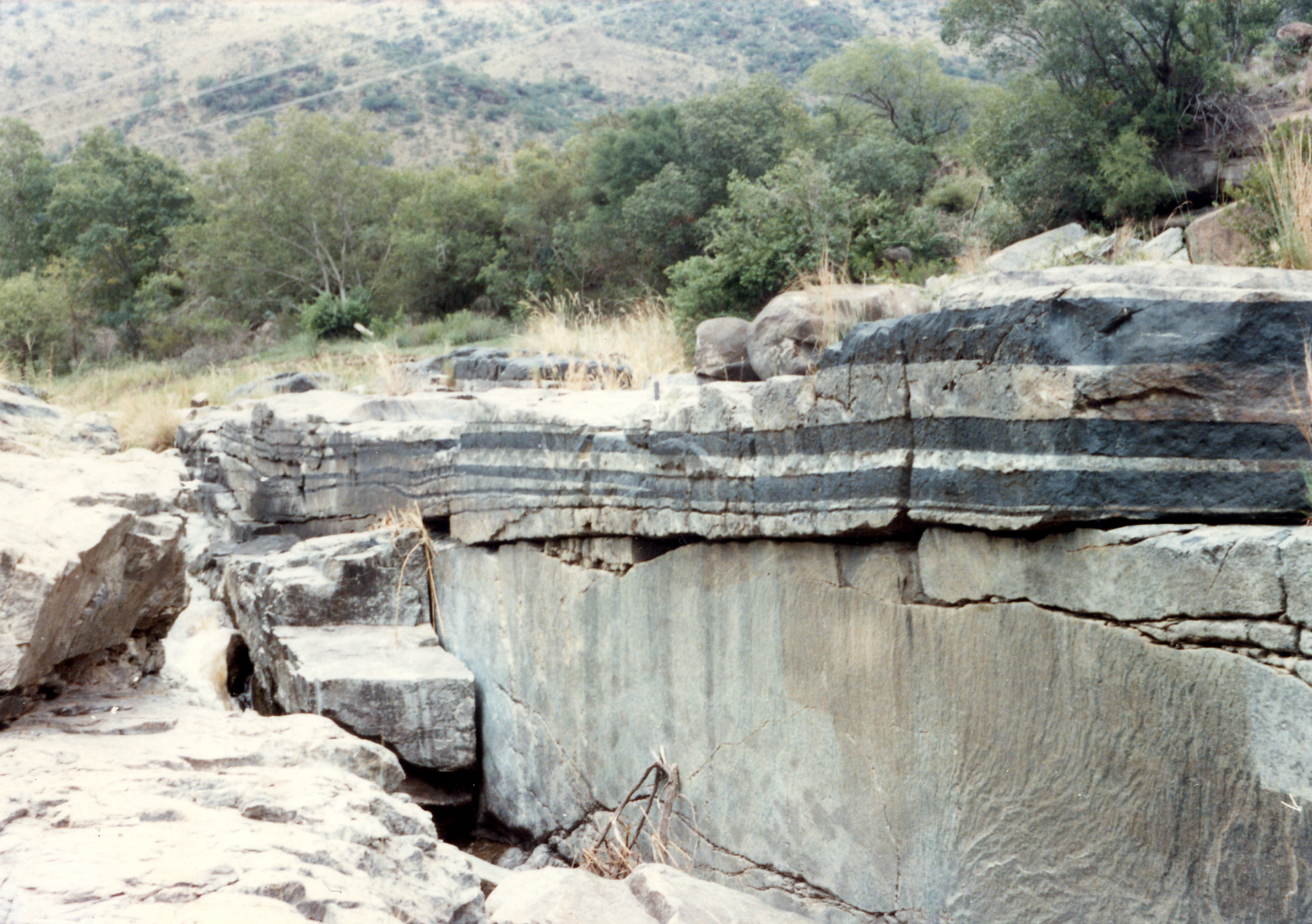
Aufschluss von lagenförmigem Chromitit und Anorthosit (magmatische Differentiation) am Dwarsrivier in der Region Steelpoort

Das prominenteste Beispiel für Differentiationsvorgänge ist der in Südafrika gelegene Bushveld-Komplex. Dieser basaltische Intrusivkomplex besitzt eine Gesteinsvariation von ultrabasischer bis granitischer Zusammensetzung und zeichnet sich durch seine sehr gut ausgeprägte Lagentextur aus, die der Schichtung von Sedimentgesteinen verblüffend ähnlich sieht. Sie spiegelt die verschiedenen Differentiationszyklen des Bushveld wider. Die basischen bis ultrabasischen Anteile entstanden durch Differentiation eines tholeiitischen Magmas, die Granite werden als aufgeschmolzenes und kontaminiertes Krustenmaterial angesehen.

## Weiterführende Literatur
- Martin Okrusch, Siegfried Matthes: Mineralogie: Eine Einführung in die spezielle Mineralogie, Petrologie und Lagerstättenkunde. 7. überarbeitete Auflage, 2005, 522 S., ISBN 978-3-540-23812-6